# 제1회 사람사는세상영화제
제1회 사람사는세상영화제의 시상식에 관한 내용이다.

## 수상 및 후보

### 초청작
- 변호인 - 양우석
- 바웬사, 희망의 인간 - 안제이 바이다
- 킬링 링컨 - 아드리안 모트
- 팔메 - 모드 니칸더 외1명
- 만델라: 자유를 향한 머나먼 여정 - 저스틴 채드윅